# Roger Ludwig
Roger Ludwig (nascido em 16 de janeiro de 1933) é um ex-ciclista luxemburguês.
Ludwig participou nos Jogos Olímpicos de 1952, realizados em Helsinque, Finlândia, onde competiu na prova individual e por equipes do ciclismo de estrada, terminando em décimo quarto e sétimo, respectivamente.